# Eight Days a Week
Eight Days a Week (с англ. — «Восемь дней в неделю») — песня группы The Beatles. Написана Джоном Ленноном и Полом Маккартни. Выпущена в декабре 1964 года в составе альбома Beatles For Sale.

## История названия
По поводу источника вдохновения для создания этой песни существует по крайней мере два объяснения Пола Маккартни, почерпнутые из различных источников.
В 1984 году в интервью журналу Playboy он приводит в качестве автора названия Ринго Старра, известного своими оговорками и давшего в результате этого несколько названий для их песен (таких как «A Hard Day’s Night», например).

Линда: Ринго также говорил: «Восемь дней в неделю». 
Пол: Да, он сказал, что вкалывает как перегруженный работой шофёр (в прямом смысле). Восемь дней в неделю. (смеётся) Когда мы услышали это мы воскликнули «Неужели? Бинго! В точку!»
Вместе с тем приводится воспоминание Пола, когда его (лишённого водительских прав) подвозил шофёр до дома Леннона. 

— Обычно я сам ездил туда, но в тот день меня отвозил шофёр, и я спросил: — Как поживаете? 
— О, очень напряжённо! — сказал он. — Работаем 8 дней в неделю.

## Запись
«Восемь дней в неделю» — это первая песня, которую The Beatles взяли в студию незавершённой для доработки аранжировки в процессе записи; в дальнейшем эта практика стала обычной. Песня в основном записана в ходе двух сеансов 6 октября, посвящённых исключительно ей, которые длились почти 7 часов с 15-минутным перерывом между ними. Леннон и Маккартни пытались выразить несколько идей относительно начала и конца песни. Первый предлагал простое вступление на акустической гитаре. Второй предлагал вступление в виде простого вокала без слов типа о-о. Они экспериментировали раз шесть и остановились на окончательном варианте с акустической гитарой, который был записан 18 октября. Инструментальная часть включает в себя акустические гитары, электрогитары, барабаны, бас и наложенный звук хлопков в ладоши. Плавное вступление и кода включают несколько гитарных наложений.

## Выпуск и признание
Песня, наряду с двумя другими из альбома («Baby’s in Black» и «No Reply»), была задумана как сингл. В конце концов она была выпущена в качестве сингла только в США и 15 февраля 1965 года стала хитом номер один. На другой стороне сингла была песня «I Don’t Want to Spoil the Party» (Я не хочу испортить вечеринку).
Выпуск сингла в США привёл к тому, что диджеи играли песню с импортной копии альбома Beatles for Sale, поскольку она не была включена в американский вариант издания, который назывался Beatles '65. Позже альбом был переиздан в США под названием Beatles VI, куда песня всё-таки была включена.
«Eight Days a Week», хоть и не входила в список самых известных песен The Beatles, занимала, тем не менее, значительные места в американских хит-парадах синглов. Она стала второй из шести списка «Синглов № 1» в американских чартах, наравне с Bee Gees в конце 1970-х годов и обогнав Мэрайю Кэри в начале 1990-х. В список также входили хиты «I Want to Hold Your Hand» на первом месте, затем «She Loves You», «Can’t Buy Me Love», «Love Me Do» (не вошла в переиздание 1962 года) и «I Feel Fine».
Несмотря на шумный успех сингла в Америке, группа была невысокого мнения о песне (Леннон назвал её «вшивой»). Он никогда больше не пел её при жизни. Это не помешало группам-подражателям Beatles исполнить песню в 1964 году на концерте The Tribute and Rain: The Beatles Experience.

## Исполнители
- Джон Леннон — вокал, акустическая ритм-гитара, хлопки
- Пол Маккартни — вокал, бас-гитара, хлопки
- Джордж Харрисон — вокал, соло-гитара, хлопки
- Ринго Старр — барабаны, хлопки